# Raben Steinfeld
Raben Steinfeld es un municipio situado en el distrito de Ludwigslust-Parchim, en el estado federado de Mecklemburgo-Pomerania Occidental (Alemania), a una altitud de 60 metros. Su población a finales de 2016 era de 1044 habs. y su densidad poblacional, 110 hab/km².
Se encuentra ubicado junto a la ciudad de Schwerin —la capital del estado— y a poca distancia al sur de la frontera con el estado de Mecklemburgo Noroccidental.